# Szarvasi-1
Szarvasi-1 (auch einfach Szarvasi1) ist der Handelsname einer Hybridgras-Sorte, die von der ungarischen Gemeinnützige Forschungs- und Entwicklungsgesellschaft für Landwirtschaft in Szarvas auf der Basis der Stumpfblütigen Quecke entwickelt wurde. Im deutschen Sprachraum wird die Sorte auch als Riesenweizengras bezeichnet.

## Herkunft von „Szarvasi1“
Die Sorte wurde „durch eine Hybridisierung von Grasarten des Alkalibodens der Tiefebene und aus Grasarten von den Arid-Gebieten von Mittel-Asien“ entwickelt. „Szarvasi1“ unterliegt dem Sortenschutz.

## Merkmale von „Szarvasi1“
Charakteristisch ist für „Szarvasi1“ das tiefreichende Wurzelwerk. „Szarvasi1“ ist sowohl trockenheitstolerant als auch sehr frosthart, sobald sie über ihr empfindliches Jugendstadium hinweg ist. Durch den elastischen, zum Verholzen neigenden Halm können Wuchshöhen von maximal 2,5 Meter erreicht werden. Die Blattstruktur ist aufgrund eines hohen Siliziumgehaltes rau. Die Blütezeit beginnt im Juni. Die Blüten stehen in einem 20 bis 30 cm langen Blütenstand zusammen.

## Wirtschaftliche Bedeutung von „Szarvasi1“
„Szarvasi1“ findet, abhängig vom Schnittzeitpunkt, als Wiederkäuerfutter, Gärsubstrat, Heizmaterial oder Zelluloserohstoff Anwendung. Mit der zunehmenden Beliebtheit von Biogasanlagen ist besonders die Nutzung als Gärsubstrat relevant, zumal der Methanertrag des „Energiegrases“ nach Untersuchungen am Landwirtschaftlichen Untersuchungszentrum Triesdorf über dem vom Mais und auch vielen anderen Energiepflanzen liegt. Die Methanausbeute je Hektar liegt rund 20 % über der von Silomais. Auch in Sachen Trockenmasseertrag übertrifft „Szarvasi1“ Maispflanzen deutlich.

### Landwirtschaftlicher Anbau von „Szarvasi1“
„Szarvasi1“ kann von April bis September ausgesät werden. Eine Samentiefe von 1 Zentimeter sollte nicht überschritten werden und es muss darauf geachtet werden, dass das Saatbeet unkrautfrei und feinkrümelig ist. Nach der Aussaat sollte eine Rückverfestigung des Bodens stattfinden. Das Wachstum der Pflanze beginnt bereits bei Temperaturen, die nur wenig über 0 °C liegen, allerdings bleibt sie bis zum Erreichen des Dreiblattstadiums sehr frostempfindlich und hält Konkurrenzdruck nur schwer stand. Dieses „Energiegras“ wird in der Regel zweimal im Jahr geschnitten, für gewöhnlich im Juni und im September. Dabei sollte eine Schnitthöhe von 15 Zentimetern nicht unterschritten werden, um sicherzustellen, dass dieses Gras trotz einer geringen Narbendichte konkurrenzfähig bleibt. 
In der Praxis hat sich gezeigt, dass ein hoher Schnitt im Sommer zu einem sehr langsamen Wiederaustrieb führt. Ein Schnitt auf ca. 7 cm Höhe wirkt sich hier positiv aus. Ähnliche Ergebnisse ergaben die Triesdorfer Versuche.
Bei guter Wasserversorgung ist auch ein dritter Schnitt denkbar.
Der Anbau von Szarvasi führt – entgegen landläufiger Falschmeldungen – auch dann nicht zum Verlust des Ackerstatus, wenn es nicht nach 5 Jahren umgebrochen wird. Der Status geht durch den Anbau somit nicht verloren, da es sich um eine Dauerkultur mit der Codenummer 853 handelt und nicht um Grünfutterpflanzen wie Ackergras oder Kleegras.

## Weitere Informationen
- Landwirtschaftskammer Wien: Trockenheitstolerante Futter- und Energiegräser auf dem Prüfstand, 30. Oktober 2011
- Josef Schrabauer: Trockentolerante, perennierende Gräserarten für eine Futternutzung bzw. energetische Verwertung im semihumiden und semiariden Produktionsgebiet. Masterarbeit, Universität für Bodenkultur Wien, 2010. (Onlineversion über Internetsuche verfügbar.)
- Szarvasigras – Eine Alternative für Biogasanlagen? In: Biogas-Journal. 4/2011, S. 64ff. (Online Überblick)